# Verkkojärvi (sjö i Finland)
Verkkojärvi är en sjö i Finland. Den ligger i kommunen Enare i landskapet Lappland, i den norra delen av landet, 1 000 km norr om huvudstaden Helsingfors. Verkkojärvi ligger 263,4 meter över havet. Arean är 1,32 kvadratkilometer och strandlinjen är 8,27 kilometer lång. Sjön  ingår i Pasvik älvs huvudavrinningsområde. 